# سد کوتمل
سد کوتمن (به لاتین: Kotmale Dam) یک سد در سری‌لانکا است که در Kotmale واقع شده‌است.